# Koninklijke Nederlandse Muziek Organisatie
De Koninklijke Nederlandse Muziek Organisatie (KNMO) is een Nederlandse vereniging, opgericht in 2014 met als doel de belangen van instrumentale amateurmuziek op landelijk niveau te behartigen.

## Geschiedenis
De KNMO is ontstaan in 2014 door de fusie van de Koninklijke Nederlandse Federatie van Muziekverenigingen en de Nederlandse Vereniging van Muziekbonden die op haar beurt ontstaan was door de fusie van de Federatie van Katholieke Muziekbonden in Nederland en de Nederlandse Federatie van Christelijke Muziekbonden.

## Organisatie
Bij KNMO zijn tien regionale bonden en drie nationale organisaties aangesloten.

### Regionale bonden
- Muziekbond Groningen en Drenthe (MGD)
- Organisatie van Muziekverenigingen in Fryslân (OMF)
- Overijsselse Bond van Muziekverenigingen (OBM)
- Muziekbond Gelderland-Flevoland (MBGF)
- Muziekorganisatie Noord-Holland en Utrecht (MNHU)
- Zuid-Hollandse Bond van Muziekverenigingen (ZHBM)
- Zeeuwse Muziek Bond (ZMB)
- Brabantse Bond van Muziekverenigingen (BBM)
- Limburgse Bond van Muziekgezelschappen (LBM)
- Limburgse Bond van Tamboerkorpsen (LBT)

### Nationale organisaties
- Federatie van Amateur Symfonie- en Strijkorkesten (FASO)
- Nederlandse Organisatie voor Accordeon en Mondharmonica (NOVAM)
- Bigbands Forever

## Activiteiten
Als belangenbehartigingsorganisatie richt KNMO zich op ontwikkeling van beleid op terreinen die van belang zijn voor amateurmuziek. Daarnaast worden diensten verzorgd voor regionale bonden en daarbij aangesloten verenigingen, zoals het regelen van BumaStemra-aangelegenheden. KNMO publiceert het tijdschrift Klankwijzer met onder andere de agenda van concoursen en wedstrijden.

## Voetnoten
1. ↑  Over KNMO. KNMO. Geraadpleegd op 23 januari 2024.
2. ↑  Penning 125 jaar Koninklijke Nederlandse Federatie van Muziekverenigingen. Brabants Erfgoed. Geraadpleegd op 23 januari 2024.
3. ↑  Bonden. KNMO. Geraadpleegd op 23 januari 2024.
4. ↑  Auteursrechten & kopiëren van bladmuziek. LBM Blaasmuziek. Geraadpleegd op 23 januari 2024.
5. ↑  Klankwijzer. www.klankwijzer.nl. Geraadpleegd op 23 januari 2024.